# Prawo Stiglera
Prawo Stiglera – reguła zaproponowana przez Stephena Stiglera w 1980 roku. W swej najprostszej i najmocniejszej postaci mówi ona iż „żadne odkrycie naukowe nie nosi nazwiska swego oryginalnego odkrywcy". Według samego Stiglera reguła ta została odkryta przez socjologa Roberta Mertona, byłaby więc ona sama jaskrawym przykładem swego działania.
Inne przykłady to:
- cyfry arabskie stworzone przez Hindusów;
- prawo Greshama sformułowane kilkadziesiąt lat wcześniej przez Mikołaja Kopernika.